# Timaru International Motor Raceway
Timaru International Motor Raceway (vroeger Levels Raceway) is een racecircuit in Timaru, Nieuw-Zeeland.